# Aleochara inexspectata
Aleochara inexspectata är en skalbaggsart som beskrevs av Jan Klimaszewski 1984. Aleochara inexspectata ingår i släktet Aleochara och familjen kortvingar. Inga underarter finns listade i Catalogue of Life.